# Castello ducale di Agliè
Il castello ducale di Agliè (in piemontese ël castel d'Ajè) è un'elegante ed imponente costruzione situata nel comune di Agliè, nella città metropolitana di Torino.
L'edificazione del suo nucleo centrale, del quale sono tuttora identificabili le tracce, è iniziata nel XII secolo per conto della famiglia comitale dei San Martino, originari del Canavese.
Nel 1939 lo Stato acquistò dalla Casa Reale il castello che venne adibito a museo. Negli anni ottanta è stato oggetto di un ulteriore delicato restauro. Attualmente è stato sottoposto ad importanti lavori di consolidamento statico e restauro che impedivano la visita di buona parte delle sale. Fa parte del circuito dei castelli del Canavese e, dal 1997, è parte del sito UNESCO Residenze Sabaude. Nel 2016 ha fatto registrare 44 323 visitatori.
Dal dicembre 2014 il Ministero per i beni e le attività culturali lo gestisce tramite il Polo museale del Piemonte, nel dicembre 2019 divenuto Direzione regionale Musei.

## Storia
(Guido Gozzano, il Castello di Agliè, vv 1-3)

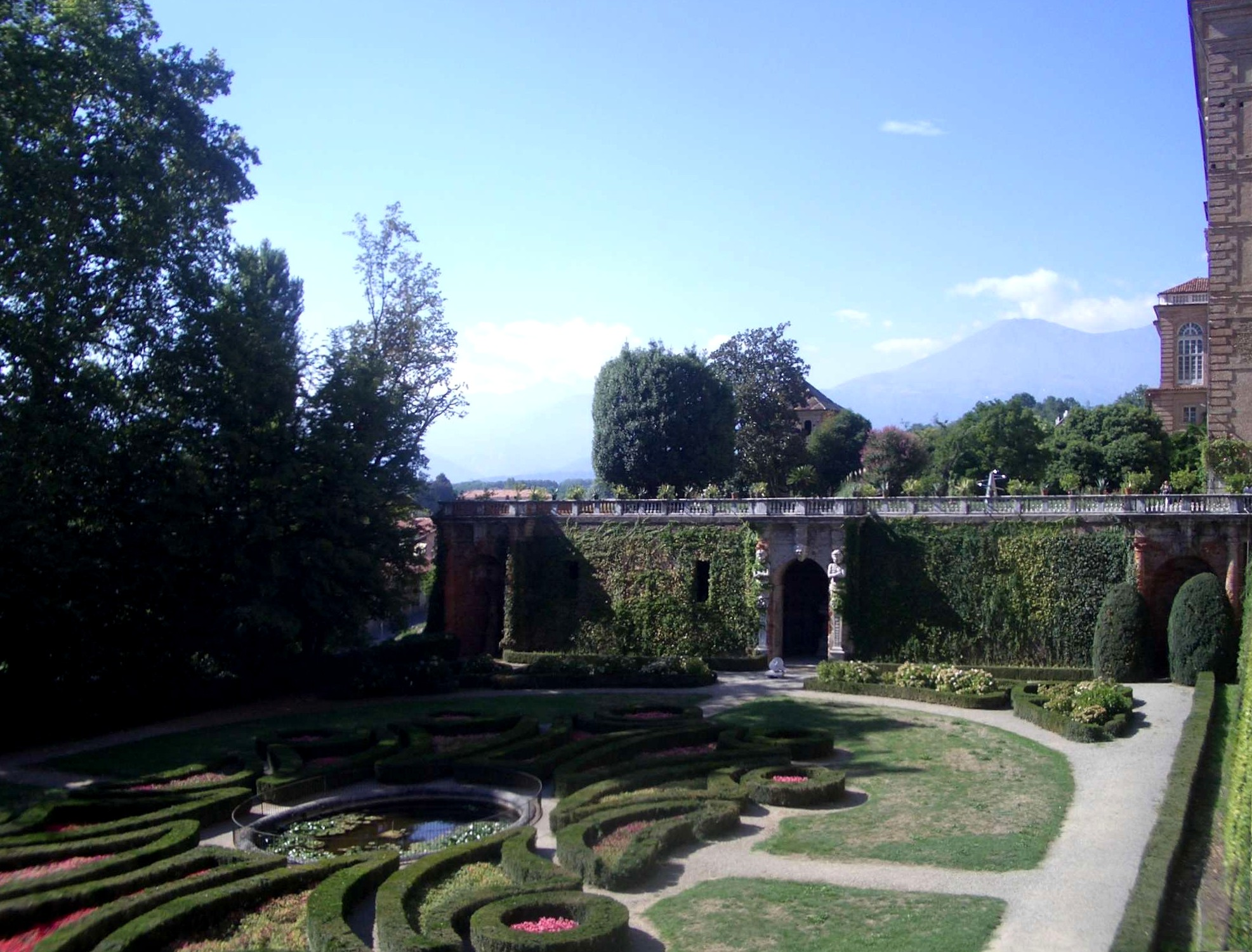
Una veduta del parco

Nel XVI secolo il forte si presentava ancora di aspetto medievale, con un maschio centrale, una corte circondata da edifici rurali e un giardino, circondati da una robusta muraglia difensiva e da un fossato. Nel 1667 il conte Filippo San Martino, già consigliere della Madama Reale Cristina di Francia, commissionò all'architetto reale Amedeo di Castellamonte la trasformazione della facciata sul giardino, il complesso della cappella di San Massimo (Pietro Cremona realizzò le sculture per l'altare e gli stucchi delle pareti) e le due gallerie, nonché il cortile. Alla sua morte il progetto si interruppe, ma il castello presentava già due corti (una interna, l'altra rivolta verso il paese di Agliè) e la facciata est, con le due torri trasformate in piccoli padiglioni.
Nel 1764 i conti San Martino vendettero la proprietà ai Savoia, che lo inclusero nelle proprietà del Duca di Chiablese Benedetto Maria Maurizio di Savoia, e ne affidarono la ristrutturazione all'architetto Ignazio Renato Birago di Bòrgaro che intervenne sugli interni realizzando ampi appartamenti; all'esterno fu edificata la chiesa parrocchiale collegata al castello da una galleria a due piani.
Nei primi anni del XIX secolo, durante l'occupazione di Napoleone, il castello di Agliè diventò un ricovero di mendicità, e il parco circostante venne ceduto a privati ed adibito all'agricoltura.
A partire dal 1823 l'edificio rientrò a far parte dei possedimenti di Casa Savoia che, durante il regno di Carlo Felice, apportarono una significativa e costosa ristrutturazione degli interni, rinnovandone inoltre completamente gli arredi. La ristrutturazione venne affidata all'architetto Michele Borda di Saluzzo.
Nel decennio 1830/'40 vennero eseguiti altri lavori, fra i quali il grande lago, il laghetto e le isole che modificarono radicalmente l'aspetto di giardino all'italiana, conferendo all'esterno un aspetto romantico ad opera dell'architetto tedesco Xavier Kurten.
La morte della vedova di Carlo Felice, Maria Cristina di Borbone-Due Sicilie, avvenuta nel 1849,
segnò il passaggio del castello a Carlo Alberto di Savoia-Carignano (Carlo Felice e Maria Cristina non ebbero eredi diretti), il quale lo lasciò al figlio cadetto Ferdinando di Savoia, duca di Genova.
La stazione di Ozegna, attivata nel 1887 contestualmente alla ferrovia Rivarolo-Castellamonte, possedeva la peculiarità di essere dotata di una pensilina in ghisa di una saletta di attesa riservata soprannominata "reale" destinate proprio ai Duchi di Genova allorché volevano recarsi al castello. L'impianto rimase in esercizio fino al 1986.
Nel 1939 gli eredi del principe  Tommaso di Savoia-Genova, duca di Genova vendettero il castello allo Stato italiano per 8 milioni di lire.
Negli ultimi anni il castello è stato usato come ambientazione per le serie televisive Maria José, Elisa di Rivombrosa e La bella e la bestia.

## Descrizione

### Interni
Qui di seguito un elenco delle principali sale del castello:
- Sala delle Colonne, oggi vi è posta la biglietteria per i visitatori del castello;
- Salone di Caccia, attribuito a Birago di Bòrgaro, con stucchi che raffigurano scene e trofei di caccia, contiene due tele del pittore francese Berger (1816) del re Carlo Felice e della regina Maria Cristina di Borbone-Due Sicilie;
- Sala dei Valletti
- Biblioteca
- Sala degli antenati
- Galleria d'Arte
- Teatrino
- Sala del Biliardo
- Sala d'Angolo
- Studio del Duca di Genova
- Salone da Ballo
- Sala Tuscolana, contiene reperti provenienti dal territorio dell'antica città di Tuscolo, presso Frascati.
- Sala Gialla
- Cappella di S. Massimo
- Galleria Verde
- Sala della Musica
- Sala d'Attesa
- Sala degli Stucchi
- Sala Bleu
- Camera da letto della Regina
- Sala di Toeletta della Regina
- Ospedaletto (1ª Guerra Mondiale)
- Appartamento del Sopr. Chierici
- Galleria delle tribune con i dipinti dei cavalieri dell'Ordine dell'Annunziata: vi sono 72 ritratti di Cavalieri dell'Ordine Supremo della Santissima Annunziata, commissionati dalla regina Maria Cristina tra il 1845 e il 1847. Sono opere per la maggior parte del pittore astigiano Michelangelo Pittatore e dei pittori Frigiolini, Malnate e Pratesi (che eseguirono ciascuno sei tele).

### Il parco

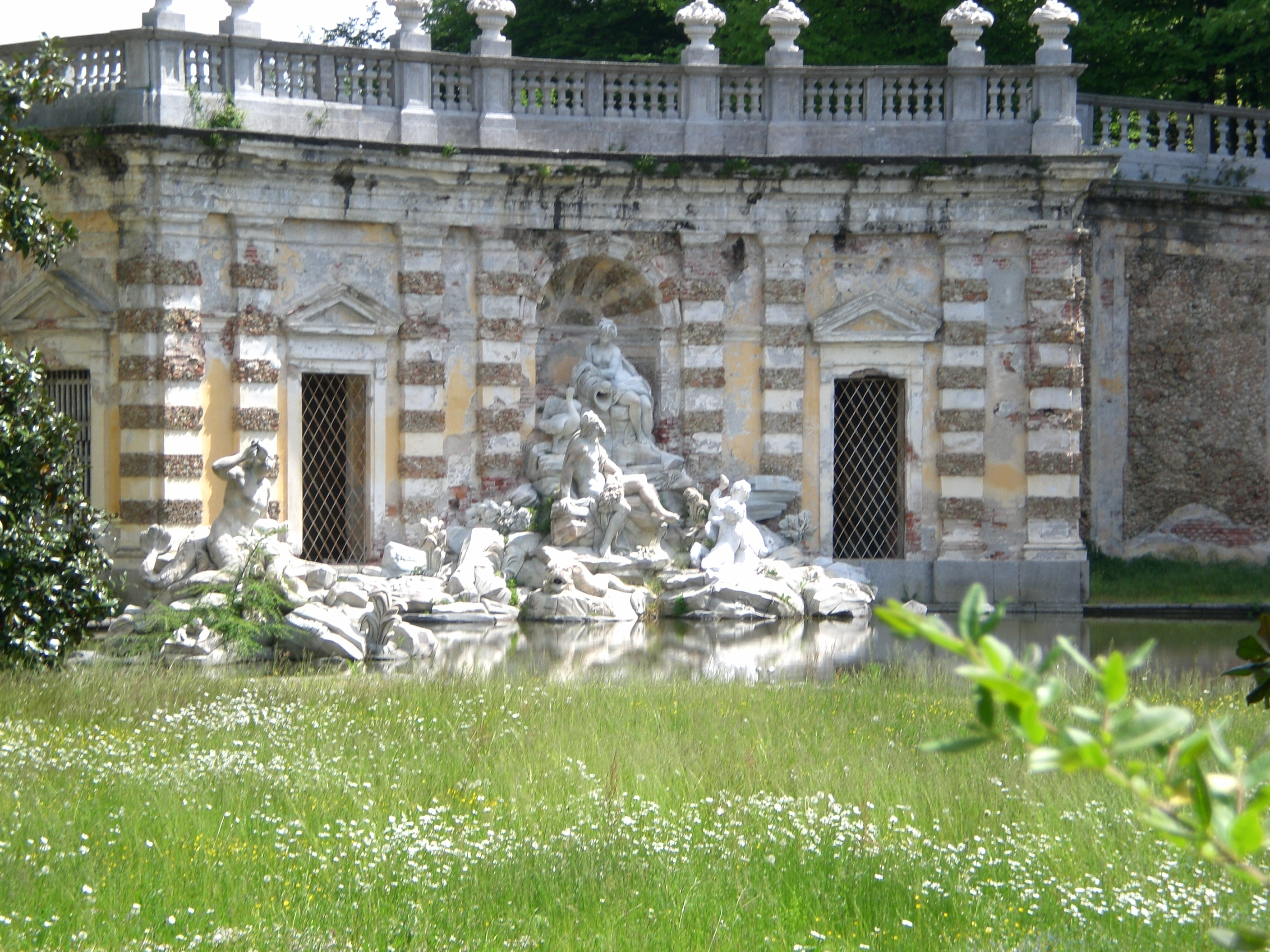
Fontana all'ingresso del parco del castello di Agliè

Annesso al castello vi è un grande parco (circa 320.000 m²) che lo circonda su tre lati. Nel 1839 il parco venne sistemato in forme romantiche, con giardini all'italiana e all'inglese organizzati in terrazze su tre piani. All'ingresso si trova una fontana settecentesca che simboleggia la Dora Baltea che si getta nel Po, opera di Ignazio e Filippo Collino.
Intorno al castello sono presenti edifici rurali seicenteschi e settecenteschi quali:
- il mulino
- le cascine Valle
- la lavanderia
- l'Allea o La Mandria